# ナラティブセラピー
ナラティヴセラピー（物語療法、英語: Narrative therapy）とは、社会構成主義やポストモダンの影響を受けて練磨されつつある精神療法の一種。治療者とクライエントの対等性を旨とし、クライエントの自主性に任せて自由に記憶を語らせることによって、単なる症状の除去から人生観の転換に至るまで、幅広い改善を起こさせることを目的とするものである。

## 歴史

### 発祥
起源としては、「精神的に苦しんでいる人の話を聴いてあげる」というかたちで、精神療法として正式に名づけられるよりも先に、古くから人間社会のなかで自然に存在したと思われる。

### 定式化
定式化された精神療法としては、19世紀末のジークムント・フロイトによるお話し療法、除反応、自由連想法、また同時代のブロイアーによるカタルシス療法などが創成期のものである。
一般には、自由連想法こそがナラティヴセラピーの原点のように考えられているきらいもあるが、治療者の誘導よりも患者の主体性と意思が尊重される点では、お話し療法や、のちのユング派の分析心理学などに近いとも言える。むしろ、クライエントが自発的な心構えを準備してセラピーに臨み、能動的想像法の要素も色濃い「体験を回想し物語る」という行為は、20世紀前半に入ってフロイト派精神分析に、ユング派分析心理学がたぶんに融合して生成してきたと考えるべきである。

### 発展
20世紀後半に入って、アメリカにおいてベトナム戦争後のASD被害者や、家庭内暴力や性的虐待を受けた被害者のPTSD治療の技法として、またアルコール依存症をはじめとした各種の嗜癖に悩む人々の自助グループのミーティングなどにおいて、さらにポストモダニズムなどを背景とした新しい医学思想の流れを汲みながら家族療法の分野から出ていた概念として、飛躍的に展開と発達を遂げ現在にいたる。

## 方法
この療法は次の三つの段階を経て行なわれる。

### 第1段階:安全確保と自己管理
最初の段階の治療テーマは「症状の管理」、「行動修正」、「犠牲者自己の認知」と要約される。

#### 症状の管理

##### 症状の再帰性と再犠牲者化
ほかの疾患と異なり、外傷被害の深刻な特徴は、症状の再帰性である。すなわち、いったん被害を受けると、そこへ立ち返り、その被害を上塗りしたり拡大したりしてしまう性質である。これは、本人が自ら再帰する場合もあれば、周囲の者が再帰するようにしむける場合もある。後者の場合、「しむける者」に悪意があるとは限らない。「本人のためを思って」、単なる無知ゆえにそうしてしまう場合のほうが解決は遠のくのである。
いずれにせよ、外傷体験が生じた「場」には、再帰という現象がついてまわる。

##### 再帰性と再犠牲者化
クライエントは心的外傷を体験した者であるから、後遺症として、ふつうの健常人だったら何ら問題でないどころか、快い刺激に感じるかもしれない、日々の生活からやってくるさまざまな刺激を、自分を襲う刃のように感じている。それは自分に話しかけてくる人の声や姿、響いてくる電車の音、温かい太陽の光に至るまで、そういう可能性がある。
健常人が快く感じているこれらの刺激を、ASDやPTSDなどの外傷被害者も同じように快く感じていると、健常人が勝手に考えて、そういう社会の場へ引きずり出そうとすると、さらに症状を悪くするのみである。これは、再犠牲者化 (Revictimization) といい、外傷被害というものが本質的に再帰性という特徴を持っているからに他ならない。
近年、人道的にも社会的にも正しく聞こえる「ひきこもりを救え」といったスローガンのもとに、ひきこもり者などを無理やりひきこもっている場所から引きずり出し、社会へ押し出して様子を観察し、その「成功」の模様を報道するといった企画が、マスコミを初めとして各地で隆盛してきた。
ひきこもり者は自意識が強く、客体優位（自分がしたいことよりも、目の前の他人がしたいことを優先して行なってしまう行動障害・人間関係障害）の傾向を持っているので、他者の目（マスコミのカメラはその最たるものである）があるところでは一見、その企画によって「みごと、ひきこもりを脱した」かのように行動しおおせる。しかしその後、人々の目が去ったところで鬱的な症状を加速させたり、何の前触れもなく自殺してしまったりする。それは、この再犠牲者化、再帰性のためである。
また、そういった結末までは人々は観察しないし、マスコミも報道しない。あるいは「被験者のその後の自殺」そのものは報じることはあっても、その企画との因果関係は論じない。そのため、あたかも企画が人道的に成功であったような印象を大衆に与え、さらにそういう企画が増えていく。これもまた、逆の方向での再帰性である。

##### 安全な場の確保
上記のように、外傷被害者は押し寄せる日々のさまざまな刺激に圧倒されて、症状に打ちのめされている。周囲の親密な他者からのケアでさえ、敵意に満ちた攻撃と考え、自らの内なる攻撃性を強めてしまう。その攻撃性が最も向けられるのは自分自身であり、その結果リストカット、摂食障害、アルコールや薬物の乱用といった嗜癖行動、鬱病、自殺などを招く。
このように自責性（攻撃性が自分に向けられていくこと）が高まってくると、ストレスや刺激のない平穏な時間こそ、最も危険な時間へと変わる。なぜならば、自己との対面を強いられ、おのれの無力感と空虚感にさらされるからである。こういうときには上記の述べた自傷行為への欲求が高まり、自殺念慮が強まる。
こういう状態で治療につながったクライエントに施す第一の処理は、彼らの内面に立ち入ることではない。不眠、食欲不振、過食、鬱、パニック発作など現在進行形で悩んでいる症状の緩和や、自分の部屋から追い立てられている、家族の者に虐待されている、などの現実的な生活課題の処理に手を貸すことである。
補助的に向精神薬などの投与も必要な場合も多いが、こうした初期の患者に必要なのは、彼らの持っている社会的コンテクストに即して、治療を進めることができる「安全な場」へ移すことであり、また、患者本人も「ここは今までとは違う安全な場なのだ」と感じられるようにすることである。
たとえば配偶者からの暴力におびえている外傷被害者であれば、「もうここまでは絶対に配偶者は追ってこない」と補償できるシェルターへ移送することがこの過程に相当する。それは、ひとり治療者のみならず広くソーシャル・ワークの仕事となる。
この種のソーシャル・ワークの中で、公的な援助資源に関する情報を与えたり、被虐待者のためのシェルター（shelter）や代弁者や支援者（advocate）を紹介したりする必要も生じてくることがある。代弁者は、とくに被虐待者が年少であるなど、本人の被害を言語化するのに能力が及ばないときに、本人の言わんとすることを公に通用する言語（たとえば法廷で通用する陳述など）に変換する仕事を請け負う者だが、日本においては、他の先進国と比べるとその数はまだたいへん少ない。

#### 行動修正
再帰性が症状の本質であるがゆえに、たとえばシェルターへ移送した虐待被害者が自らの意思で暴力的な配偶者のもとへ帰ってしまう、といった問題が現場には多く、口でいうほど実践は簡単ではないが、それでも「安全な場の確保」というステップなくして療法全体は成り立たない。
したがって、再帰性に基づいて形成されているクライエントの日常行動を変えていくことが必要になる。シェルターに保護されたバタードが、自ら暴力を受ける家庭へ戻っていかないようにすること、などがその例であるが、広義には、アルコール依存症などの嗜癖行動を断ち切ることも含まれる。実際再帰性を示す行動様式と、嗜癖行動とのあいだには、それほどの差はない。

#### 犠牲者自己の認知
患者は、はじめ自分が犠牲者であることを自覚していない場合が多い。外傷再演などの再帰的な行動様式は、そういった自覚の欠如が根底にある。
もっとも「逆は必ずしも真ならず」で、自覚をしたからといってすぐ再帰的な行動様式が改まるわけではなく、そこからの治療過程の方がむしろ長いわけであるが、犠牲者自己の認知が段階的にはじめに来ることを妨げない。
自覚がないのは、主に否認によるものである。これは、キューブラー＝ロスの唱えた「受容のための五段階」説にも合致するもので、もともとキューブラー＝ロスは「死」という人間にとって「不都合な真実」をいかに人間が受容していくかの過程において、「そんなはずはない」という否認が第一段階に来ることに着目したが、それは何も「死」に限らず、自分の家庭のなかで虐待が行なわれていること、自分に心的外傷があること、などすべての「不都合な真実」において言えることであると、理論を汎用していったところに近年の精神医学の大きな発展がある。

### 第2段階:外傷体験の統合

#### 過去の開示
外傷体験にさらされた個体が、そこからの回避を指向するようになるのは、個体保存の原則によるものであるが、これは再び再帰性の問題で、個体の心身に深く浸透している記憶が、その回避を妨げるものである。それは、われわれは「危害から回避するためには、危害を記憶しなければならない」というパラドックスを生きているからに他ならない。
このパラドックスを調停するために、われわれの心は抑圧、解離、分裂などの心的防衛の機能を忙しく使い分けている。これらはもともと、目的に合致した機能であるはずだが、いっぽうではわれわれを外傷体験に支配された存在にもしてしまう。この状態では、いわば患者は過去の記憶に支配された状態といえる。第2段階の目的は、これを逆転し、患者自身が記憶を管理する立場に転換することにある。
そのためには、封印されている記憶の蓋を開けなければならない。これがこの段階における「過去の開示」に相当する。
しかし、これは時に危険をともなう作業である。過去を開示しないことによって、患者はなんらかの心的バランスを保っているため、それを操作することによって、収拾がつかないほどに諸症状が噴出する場合もありうるからである。少なくとも、侵入的回想にともなうパニック発作が頻発している状態では、この作業に進むべきではない。たとえば、彼らの安全がとりあえず確保され、集団療法の場に落ち着いて座っていられて、夜はじゅうぶんな睡眠がとれ、少なくとも自室で過ごすことができ、朝は起きて治療空間へ出かけていけるくらいまで、第1段階の回復がなされていなければならない。

#### 体験の統合
過去の記憶に管理されている状態においては、体験を健忘していたり、解離していたり、あるいは記憶を無意識に「症状で語る」ということを、患者はおこなっている。これは体験が患者の主体のもとに統合されていない状態でもある。過去の開示によって、それら散逸していた体験が患者の主体の管理のもとへ統合されていく。
往々にしてこの時期の患者は、積極的な過去の探索に乗り出す。郷里に帰って生家を訪ねたり、幼児期の自分を知っている人々を訪問して自らの過去に客観的な叙述を加えようとしたり、またそうすることによって自分の健忘による空白を埋めようとする。
こうして体験が統合されていくにつれて、患者は自分の外傷の原因、自分を虐待した犯人がわかってきたりして、非常な怒りや憎しみ、あるいはそれによって失われた時間や人生に対しての悲しみを覚えるようになっていく。自己の存在そのものを患者が受け入れられないところまで追い詰められているために、加害者（多くの場合は親）の嘘の仮面をはがそうと躍起になったりする。
しかし、このとき加害者を責めるのは、そのような過去を加害者もすなおに認め、率直に謝り、それによって患者との関係を修復し新たな段階へ進むことを期待しているから、と考えられる。もしそのような気持ちが患者になければ、加害者には見向きもしなくなることもある。
逆に加害者は、はじめからすなおに謝罪して患者と新たな関係を結ぼうとすることはむしろ稀で「そんなことはなかった」「それはお前の記憶違いである」などといったかたちで否認してしまうのがほとんどである。これも、前述したような「受容のための五段階」によるものである。
現実的には、できるだけ否認をしないで、早く事実を認めて謝ってしまった方が、被害者にも加害者にとっても早期の回復と解決のためには有効である。

#### サヴァイヴァー自己の獲得
第1段階の「犠牲者自己の認知」すなわち「自分がいろいろな症状に悩まされてきたのは、自分はじつはこういう外傷体験の被害者だったのだ」という自覚を通過したうえで、「それでも私はその修羅場を生き残った」という自覚に患者は到達しなければならない。サヴァイヴァー自己の獲得とは、このような「生き残った私」というアイデンティティの取得である。

### 第3段階:人間関係の再構築

#### 安全感の再確認
第1段階、第2段階を通じて、いっけん患者は元にいたところに戻ってくるかに見えるが、それは正しくない。正確には、ちょうど螺旋階段を登るところを真上から眺めているようなもので、円を描いて元のところに戻るかに見えながらも、じつは上下差があって他の空間へ到っているわけである。
しかしながら、生活環境としては、以前に虐待など行なわれた場所へ戻ることが多いのだから、そこで同じことが繰り返されては、この治療法の意義が根底からなくなってしまう。そのため、元の場所へ戻っても、もはや同じ外傷をくりかえし被ることはないということを確認しなければならない。これが安全感の再確認である。
第1段階では過去を封印していたがゆえに患者の関心は「現在」であった。これが、封印を解くがゆえに、第2段階では患者の関心は「過去」となる。
第3段階においては、「過去」を消化し、自分のなかに統合したうえで「それで、これからどうする」という未来の生活設計が話題になるために、患者の関心はふたたび「現在」になる。しかし明らかに、この「現在」は第1段階における「現在」とは意味も次元も違う。「螺旋階段を登る」比喩はここでもわかりやすいであろう。

#### サヴァイヴァー自己の超越
第2段階で患者は「生き残った私」という「サヴァイヴァー自己の獲得」をおこなった。第3段階では、これをさらに発展させて「外傷体験を受けたけれども、何とか生き残り、生き延びて、それを克服した私」というアイデンティティを獲得すべきである。これをサヴァイヴァー自己の超越と表現する。

#### 親密性の獲得
児童虐待や、その他の累積的な虐待の被害者である患者は、とうぜんの如く激しい慢性的な人間不信に陥っており、これが患者の社会生活を立ち行かなくしている一つの原因である。しかし封印していた過去を開示し、発散し、自己のなかに統合し、克服したことによって、同時にその副産物であった人間不信も消滅していく。
もちろん、人間社会にはつねに「信じられない人間」は存在するわけであるが、病的な人間不信から来る被害妄想をわずらっている患者の持っていた人間不信とは、それとは段違いのものである。それが、ふつうの健常人と同じレベルのものに軽減化されていくというわけである。
病的な人間不信の消滅は、人と親密になることを学習することでもある。よって、これを親密性の獲得という。

#### 信頼と信頼感の獲得
親密性の獲得とは、患者が人を信頼することであると同時に、患者自身が他者から信頼されるに足る人になること、すなわち信頼感を獲得することである。この両者は並行しておこなわれる。

#### 個性的自己の獲得
第2段階において、「虐待などの犠牲者となった私」という「犠牲者自己の物語」は、「そういうふうに、他人とは違う外傷体験も受けたが、それを切り抜け、再生した私」という「個性的自己の物語」になっていく。

## 理論的特徴と批判

### ナラティヴベイスドと社会構成主義
科学的実証主義の医学を標榜するエビデンスベイスド医学（Evidence Based Medicine: 略称EBM）の精神医学領域における限界を克服すべく、その対抗概念としてナラティヴベイスド医学（Narrative Based Medicine: 略称NBM）として近年、注目を集めている。
方法論が厳格に規定されているわけではなく、「ナラティヴ・セラピー」という語自体、社会構成主義の一つの医学的姿勢あるいは思想的立場を指しているニュアンスも濃い。
　社会構成主義とは、現実は人々のコミュニケーションの間で言語を媒介にして構成されるものであって、「客観的真実」や「本質」などというものは存在しない、という立場である。芥川龍之介が『藪の中』でテーマとしている世界観であり、ラカンのいう象徴界としての社会という考え方にも通じる。

### 物語とセラピー
物語という概念は、ナラティヴセラピーを考える上で鍵となるものである。私たちは過去の体験を語るとき、それは巧拙を問わず「物語」として語る。また他人の経験も「物語」として把握する。さらに人は「物語」を演じることによって人生を生きているともいえる。また、古典的な精神分析などにおいては物語は解釈である。
フロイト派もユング派も、かつての精神療法は、治療者はクライエントの一段上に立っており、間違った物語に囚われている患者を、治療者が正しい物語へと導く、という進展が一般的であった。しかし、社会構成主義によれば、どのような物語になるかは平等な主体どうしの主観の持ち方、すなわち「ものの見方」の問題であり、「正しい」物語も「間違った」物語もなく、ましてやどのような主観にも依拠しない「客観的な」立場から見た解釈や物語も存在しない、ということになる。

### 治療者と被治療者の平等
そもそも患者のことをクライエントと呼ぶようになったこと自体、治療する者とされる者は人間として平等で対等であるという認識に基づく。よって、治療者の役割はクライエントとの対話によって新しい物語を創造することとなり、セラピーの目標は、問題を解決することではなく、新しい物語・解釈による新しい意味を発生させることによって、問題を問題でなくしてしまう、ということに置かれる。
また、治療者の持つべきスタンスも、「病める人々や社会を救いたい」という正義感ではなく、「患者を治す」といった昔ながらの「医は仁術」的な使命感でもなく、愛や親切でもなく、目の前にいるクライエントに対する好奇心である、とされる。